# Meteorit lunar
Un meteorit lunar és una classe de meteorit del tipus acondrita que s'ha originat a la Lluna. Un meteorit que colpeja la Lluna normalment es classifica com un fenomen lunar transitori.

## Descobriment
En el mes de gener de 1982, John Schutt, qui va dirigir una expedició a l'Antàrtida per al programa ANSMET, va trobar un meteorit que va reconèixer que era inusual. Poc després, el meteorit ara anomenat Allan Hills 81005, va ser enviat a Washington DC, on el geoquímic de la Smithsonian Institution Brian Mason va trobar que la mostra era diferent de qualsevol altre meteorit conegut, i que s'assemblava a algunes pedres portades des de la Lluna pel programa Apollo. Diversos anys més tard, científics japonesos van reconèixer que també havien recollit un meteorit lunar, el Yamato 791197, l'any 1979 a l'Antàrtida. Fins al mes d'agost de 2017, s'han descobert prop de 306 meteorits lunars, potser representants per més de 30 caigudes de meteorits diferents (és a dir, moltes de les pedres són fragments "emparellats" del mateix meteoroide). La massa total de tots aquests meteorits és superior als 190 quilograms, i tots han estat trobats en deserts; la majoria s'han trobat a l'Antàrtida, al nord d'Àfrica, i al Sultanat d'Oman.
L'origen lunar dels meteorits s'estableix comparant la mineralogia, la composició química i la composició isotòpica entre els meteorits i les mostres de la Lluna recollides per les missions
Apollo.

## Arribada a la Terra
La majoria dels meteorits lunars es llancen des de la Lluna per impactes que fan cràters lunars d'uns pocs quilòmetres de diàmetre. No s'ha detectat cap cràter d'origen dels meteorits lunars, encara que s'especula que el meteorit lunar altament anómal Sayh al Uhaymir 169 deriva del cràter d'impacte Lalande.
L'historial de l'exposició dels rajos còsmics establert amb mesuraments de gas noble ha demostrat que tots els meteorits lunars van ser expulsats de la Lluna en els últims 20 milions d'anys. La majoria van sortir de la Lluna durant els últims 100.000 anys. Després de sortir de la Lluna, la majoria dels meteoroides lunars entren en l'òrbita de la Terra i eventualment sucumbeixen a la gravetat de la Terra. Alguns meteoroides expulsats de la Lluna es posen en òrbites al voltant del Sol; aquests meteoroides romanen en l'espai més temps però eventualment creuen l'òrbita terrestre i aterren.

## Rellevància científica
Les sis missions d'Apollo en les que es van recollir mostres van aterrar a la part central de la Lluna, una zona posteriorment demostrada geoquímicament anòmala per la missió de prospecció lunar. Per contra, els nombrosos meteorits lunars són mostres aleatòries de la Lluna i, en conseqüència, proporcionen un mostreig més representatiu de la superfície lunar que les mostres de l'Apollo. La meitat dels meteorits lunars, per exemple, probablement mostrin material de la cara oculta de la Lluna.
En el moment en què es va descobrir el primer meteorit procedent de la Lluna el 1982, es va especular que altres meteorits inusuals que s'havien trobat anteriorment s'havien originat a Mart. La identificació positiva dels meteorits lunars a la Terra va donar suport a la hipòtesi que els impactes meteorítics a Mart podrien haver expulsat roques d'aquest planeta. També hi ha especulacions sobre la possibilitat de trobar "meteorits terrestres" a la superfície de la Lluna. Això seria molt interessant, ja que en aquest cas podrien haver sobreviscut sobre la Lluna pedres procedents de la Terra de més de 3.900 milions d'anys, destruïdes a la Terra per diversos processos geològics. Així, alguns científics proposen noves missions a la Lluna per buscar roques antigues del nostre planeta.

## Propietat privada
Els meteorits lunars recollits a l'Àfrica i a Oman són, per a tots els efectes pràctics, l'única font de roques lunars disponible per a la propietat privada. Això és degut al fet que totes les roques recollides pel programa Apollo són propietat del govern dels Estats Units o d'altres nacions a les quals els Estats Units els transmeten. De la mateixa manera, tots els meteorits lunars recollits pels programes antàrtics americans i americans són, per tractat, només per a fins educatius i d'investigació. Encara que no hi ha cap llei nord-americana específica contra la propietat de roques lunars de l'Apollo, cap roca ha estat mai lliurada o venuda pel govern nord-americà a cap ciutadà. Fins i tot en els casos de plaques, que contenen roques lunars autèntiques de l'Apollo, donades l'any 2004 als astronautes i a Walter Cronkite, la NASA va mantenir la propietat sobre aquestes roques. La major part de les roques lunars recollides per la sonda soviètica Luna 16 tampoc no estan disponibles per a la propietat privada, encara que es van vendre tres petits exemplars en una subhasta per 442.500 dólars el 1993.